# Thomas Bray Farm
Die Thomas Bray Farm (auch Heather Hill) ist ein historischer Bauernhof auf dem Stadtgebiet von Yarmouth im Bundesstaat Massachusetts der Vereinigten Staaten. Das Hauptgebäude wurde Anfang des 18. Jahrhunderts vom namensgebenden Farmer Thomas Bray errichtet und 1988 in das National Register of Historic Places eingetragen.

## Beschreibung
Das Grundstück des Bauernhofs umfasst eine Fläche von insgesamt 10,3 Acres (4,2 ha) und befindet sich an der Weir Road rund 1,5 Kilometer südöstlich des Northside Historic District. Auf dem Gelände stehen noch historische Obstgärten mit Apfel-, Birn-, Pflaumen- und Pfirsichbäumen sowie einige Steinwälle aus dem 18. bzw. 19. Jahrhundert. Westlich grenzt die Farm an Moosbeeren-Sümpfe, östlich befinden sich vereinzelte Wohnhäuser, die ebenfalls aus dem 18. Jahrhundert stammen.
Das 30 ft (9,1 m) mal 24 ft (7,3 m) große, mit einem Giebeldach versehene einstöckige Haupthaus ruht auf einem Granitfundament, wurde aus Holz errichtet und ist mit seiner Vorderseite nach Süden ausgerichtet. Die Außenwände sind mit Schindeln aus dem Holz der Weißen Scheinzypresse verkleidet, die in den 1920er Jahren erneuert wurden. Im gleichen Zuge wurde das Dach anstelle von Holz mit Asphaltschindeln neu gedeckt. Ca. 6 ft (1,8 m) vom westlichen Giebel entfernt ragt ein Kamin aus dem Dach empor. An der Rückseite wurden eine 16 ft (4,9 m) mal 12 ft (3,7 m) große Küche sowie eine 19 ft (5,8 m) mal 18 ft (5,5 m) messende Garage jeweils in einem eigenen Anbau untergebracht.

## Historische Bedeutung
Das Haus ist ungewöhnlich gut erhalten und repräsentiert die typische Wohnsituation im 18. und 19. Jahrhundert, als sich das Cape Cod zunehmend von einem Hauptstandort der Walfangindustrie zu einem Ausflugsziel für Touristen verwandelte. Der Bauernhof ist ein Beispiel für die über lange Zeit sehr kleinteilige Landwirtschaft der Region, die jedoch ebenfalls nicht mehr rentabel war, weshalb auch diese Grundstücke in Erholungsorte umgewandelt wurden. Die Thomas Bray Farm steht in einem Teil von Yarmouth, der früher als Weir Village bekannt war. 1841 wurden jedoch die Teiche des Stadtteils durch einen starken Sturm mit Salzwasser verunreinigt, wodurch die Fische starben und das Wasser nicht mehr für die Felder genutzt werden konnte. In der Folge zogen die Anwohner zum größten Teil in andere Teile von Yarmouth, weshalb die Thomas Bray Farm heute eines der wenigen erhaltenen Gebäude aus dieser Zeit ist, das noch an seinem ursprünglichen Standort steht.